# Albertská univerzita
Albertská univerzita (University of Alberta, zkracováno U of A) je veřejná výzkumná univerzita v Edmontonu, hlavním městě kanadské provincie Alberta.
Univerzitu založili v roce 1908 první premiér Alberty Alexander Cameron Rutherford a Henry Marshall Tory, který se stal jejím prvním prezidentem. Škola je všeobecně považována za jednu z nejlepších v Kanadě. Její hlavní kampus zabírá plochu 50 městských bloků jižně od centra Edmontonu přes řeku Severní Saskatchewan. Tvoří ho přes 90 budov.